# Председник Немачке
Савезни председник Немачке је шеф државе Савезне Републике Немачке.
Њега бира Савезна скупштина (Bundesversammlung) - посебни конститутивни орган који се сазива сваких 5 година искључиво ради овог избора. Реизбор је допуштен једном.
Званична резиденција савезног председника је дворац Белвју у Берлину као и вила Хамершмит у Бону.

## Функција
Савезни Председник има репрезентативну функцију. Он представља Немачку у иностранству и пријем акредитивних писама дипломатских представника. Осим тога има право помиловања осуђеника.
У оквир функције улазе обавезе и права:
- потписивања и проглашавања савезних закона
- предлагање канцелара парламенту на разматрање и његово проглашење на функцију
- постављање и отпуштање савезних министара по савету канцелара
- постављање савезних судија као и других савезних службеника.

## Председници
| Савезни председници Немачке након Другог светског рата |       |                         |                      |                     |                     |            |
| №                                                      | Слика | Име                     | Странка              | од                  | до                  | Избори     |
| 1                                                      |       | Теодор Хојс             | FDP                  | 13. септембар 1949. | 12. септембар 1959. | 1949/1954. |
| 2                                                      |       | Хајнрих Либке           | CDU                  | 13. септембар 1959. | 30. јун 1969.       | 1959/1964. |
| 3                                                      |       | Густав Хајнеман         | SPD                  | 1. јул 1969.        | 30. јун 1974.       | 1969.      |
| 4                                                      |       | Валтер Шел              | FDP                  | 1. јул 1974.        | 30. јун 1979.       | 1974.      |
| 5                                                      |       | Карл Карстенс           | CDU                  | 1. јул 1979.        | 30. јун 1984.       | 1979.      |
| 6                                                      |       | Рихард фон Вајцзекер    | CDU                  | 1. јул 1984.        | 30. јун 1994.       | 1984/1989. |
| 7                                                      |       | Роман Херцог            | CDU                  | 1. јул 1994.        | 30. јун 1999.       | 1994.      |
| 8                                                      |       | Јоханес Рау             | SPD                  | 1. јул 1999.        | 30. јун 2004.       | 1999.      |
| 9                                                      |       | Хорст Келер             | CDU                  | 1. јул 2004.        | 31. мај 2010.       | 2004/2009. |
| -                                                      |       | Јенс Бернзен            | SPD                  | 31. мај 2010.       | 30. јун 2010.       | в. д.      |
| 10                                                     |       | Кристијан Вулф          | CDU                  | 30. јун 2010.       | 17. фебруар 2012.   | 2010.      |
| -                                                      |       | Хорст Зехофер           | SDP                  | 17. фебруар 2012.   | 18. март 2012.      | в. д.      |
| 11                                                     |       | Јоахим Гаук             | Ванстраначка личност | 18. март 2012.      | 19. март 2017.      | 2012.      |
| 12                                                     |       | Франк-Валтер Штајнмајер | SPD                  | 19. март 2017.      | Актуелни председник | 2017.      |

## Галерија
- Теодор Хојс
- Хајнрих Либке
- Густав Хајнеман
- Валтер Шел
- Карл Карстенс
- Рихард фон Вајцзекер
- Роман Херцог
- Јоханес Рау
- Хорст Келер
- Кристијан Вулф
- Јоахим Гаук
- Франк-Валтер Штајнмајер